# امام‌زاده سیدقاسم
امامزاده سیدقاسم یک آبادی در ایران است که در دهستان دارخوین واقع شده‌است.